# Якименко, Иван Родионович
Ива́н Родио́нович Якиме́нко (укр. Якименко Іван Родіонович; 28 февраля [13 марта] 1903, Куколовка, Херсонская губерния — 7 сентября 1971, Куколовка, Кировоградская область) — советский офицер, Герой Советского Союза (1945), участник Великой Отечественной войны, заместитель командира 1-го стрелкового батальона 305-го гвардейского стрелкового полка 108-й гвардейской стрелковой дивизии 46-й армии 2-го Украинского фронта.

## Биография
Родился 28 февраля (13 марта) 1903 года в селе Куколовка (ныне Александрийский район, Кировоградская область, Украина) в крестьянской семье. Украинец.
В 1924—1927 годах проходил срочную службу в рядах Красной армии. В 1933 году окончил три курса зернового техникума. Работал председателем колхоза в родном селе. Член ВКП(б) с 1944 года.
Вторично призван Александровским РВК Кировоградской области в июне 1941 года. В боях Великой Отечественной войны с июля 1941 года. Окончил курсы командного состава. Воевал на Северо-Кавказском, Юго-Западном, 3-м Украинском, 2-м Украинском фронтах.
Участвовал в Краснодарской наступательной операции (9 февраля — 24 мая 1943 года). 13 февраля 1943 года, участвуя в наступлении в районе станицы Шапсугская Абинского района Краснодарского края, был ранен, но не покинул поля боя и продолжал сражаться до выполнения боевой задачи.
С августа 1943 года участвовал в Донбасской стратегической операции (13 августа — 22 сентября 1943 года) и последующем форсировании Днепра. В 1944 году принимал участие в освобождении Правобережной Украины.
Участвовал в Никопольско-Криворожской наступательной операции (30 января — 29 февраля 1944 года). В бою 15 февраля 1944 года командир пулемётной роты гвардии капитан И. Р. Якименко обеспечил отражение ожесточённой контратаки противника, нанеся ему большой урон в живой силе и технике.
Участвовал в Березнеговато-Снигиревской наступательной операции (6-18 марта 1944 года). 14 марта 1944 года метким огнём своих пулемётов гвардии капитан И. Р. Якименко уничтожил около 30 солдат противника, в результате чего две вражеских контратаки были успешно отражены и занимаемый рубеж удержан, за что был награждён орденом Красной Звезды. Затем участвовал в Одесской наступательной операции (26 марта — 14 апреля 1944 года).
Участвовал в Ясско-Кишинёвской стратегической наступательной операции (20-29 августа 1944 года), освобождении территории Румынии. 20 августа 1944 года, с началом операции, в момент прорыва обороны противника в районе села Чобручи Слободзейского района Молдавии, умело управляя мощным огнём пулемётов своей роты, гвардии капитан И. Р. Якименко уничтожил до 120 гитлеровских солдат и офицеров, подавил огонь семи пулемётных точек противника, чем обеспечил успешное продвижение нашей пехоты, за что был награждён орденом Отечественной войны 2-й степени.
В начале декабря 1944 года заместитель командира 1-го стрелкового батальона 305-го гвардейского стрелкового полка гвардии капитан И. Р. Якименко особо отличился при форсировании реки Дунай в районе города Эрчи (Венгрия) и в боях за удержание и расширение плацдарма на его правом берегу.
В ночь на 5 декабря 1944 года гвардии капитан И. Р. Якименко в составе батальона под ожесточённым артиллерийским, миномётным и пулемётным огнём противника в числе первых переправился через реку Дунай. Оказавшись на правом берегу, он немедленно закрепился на занятом рубеже и установил систему огня, чем обеспечил переправу через Дунай других подразделений полка.
В дальнейшем, преследуя отступающего противника, выбитого из оборонительных рубежей на правом берегу Дуная, гвардии капитан И. Р. Якименко перерезал шоссейную дорогу Адень — Будапешт, чем дал возможность организовать переправу на правый берег артиллерии, боеприпасов и продовольствия.
Указом Президиума Верховного Совета СССР от 24 марта 1945 года за образцовое выполнение боевых заданий командования на фронте борьбы с немецкими захватчиками и проявленные при этом отвагу и геройство гвардии капитану Якименко Ивану Родионовичу присвоено звание Героя Советского Союза с вручением ордена Ленина и медали «Золотая Звезда» (№ 4904).
В период с 26 декабря 1944 года по 9 февраля 1945 года, участвуя в боях за город Будапешт батальон под командованием гвардии капитана И. Р. Якименко за 40 дней ожесточённых боёв уничтожил 95 пулемётов, 29 гранатомётов, 219 автомашин, 11 миномётов, 119 мотоциклов, 3 танка, 4 самоходных орудия, 5 вездеходов, 370 повозок с грузами.
При этом бойцам батальона удалось захватить богатые трофеи: 119 пулемётов, 209 мотоциклов, 23 пушки, 5 зенитных пушек, 17 самоходных орудий, 267 автомашин, 1512 винтовок и автоматов, а также взять в плен 1217 гитлеровских солдат и офицеров, содействуя тем самым успешному разгрому окружённой группировки противника, за что гвардии капитан И. Р. Якименко был награждён орденом Отечественной войны 1-й степени.
С 1945 года — в запасе. Возвратился на родину, снова возглавил колхоз, затем работал председателем сельсовета. 
Умер 7 сентября 1971 года.

## Награды
- Медаль «Золотая Звезда» Героя Советского Союза (24.03.1945, № 4904);
- орден Ленина (24.03.1945);
- орден Отечественной войны I степени (27.03.1945);
- орден Отечественной войны II степени (10.11.1944);
- орден Красной Звезды (06.07.1944);
- медали.

## Память
- В 2003 году в селе Куколовка Александрийского района Кировоградской области в память о И. Р. Якименко была установлена мемориальная доска.